# Є
Є, є — восьма літера української абетки, за конфігурацією дещо видозмінена кирилична; позначає звукосполуку [ʝ] + [ɛ].

## Походження
Походить від кириличної літери  («єсть»), накреслення якої пов'язане з греко-візантійською літерою Ε, ε («епсилон»).

## Історія
У староукраїнській графіці у зв'язку з наявністю різних писемних шкіл і типів письма (устав, півустав, скоропис) позначалося графемами е, є, які вживали у кількох варіантах, що допомагає визначити час і місце написання пам'яток. У XVI столітті, крім рукописної, з'явилася друкована форма літери.
Сучасне графічне оформлення походить від малої літери є «гражданського шрифту».
Вперше у сучасну українську графіку літеру є запровадили укладачі альманаху «Русалка Дністровая» (1837) Маркіян Шашкевич, Іван Вагилевич, Яків Головацький.

## Використання
У позиції після приголосного літера є означає одну фонему, а на початку слова і після голосного, апострофа та м'якого знака є означає дві фонеми: /j/ + /е/ (Євген, моє, б'єш, барельєф).
Літера є позначає м'якість попереднього приголосного:
1. у формах середнього роду прикметників м'якої групи на кінці основи (син'е — синє, літн'е — літнє)
2. після подовжених приголосних л і т, які асимілювали наступний і (л:'е — ллє, мовлен:'евий — мовленнєвий, жит:'евий — життєвий).

Є буває велике й мале, має рукописну й друковану форми.

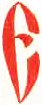
Літера — Є

У старослов'янській кириличній писемності літера є мала також числове значення «п'ять», у глаголичній — «шість». Нині використовується також при класифікаційних позначеннях і означає «восьмий». До введення в абетку літери ґ мала значення «сьомий»: ложа «Є», розділ «є». При цифровій нумерації вживається як додаткова диференційна ознака, коли ряд предметів має такий самий номер: шифр № 8-є, кабінет 4-Є.